# Democratic Socialists of America
Democratic Socialists of America (DSA) is een Amerikaanse socialistische politieke partij.
De organisatie ontstond in 1982 toen een afsplitsing van de voormalige Socialist Party of America en de New American Movement fuseerden. Eind jaren 2010 groeide het ledenaantal aan tot 92.000 (2022). De organisatie heeft een aantal verkozenen in de deelstaatparlementen en in het Huis van Afgevaardigden. DSA-kandidaten komen doorgaans op als Democraat.

## Geschiedenis
De geschiedenis van de organisatie gaat terug op de Socialist Party of America (SPA). Toen die in 1972 werd omgevormd tot de Social Democrats, USA (SDUSA), richtte Michael Harrington, die de anti-Vietnamoorlog-minderheid binnen de partij vertegenwoordigde, het Democratic Socialist Organizing Committee (DSOC) op. In 1982 ontstond DSA door de fusie van DSOC met de New American Movement (NAM), een coalitie van Nieuw-Linkse intellectuelen en voormalige leden van klassiek-socialistische en communistische partijen. Het voorzitterschap werd gedeeld tussen Harrington en Barbara Ehrenreich.
De organisatie onderscheidde zich van andere groeperingen op links door haar opstelling in het partijstelsel. Doel was niet om als nieuwe partij mee te doen aan verkiezingen, maar om binnen de big tent van de Democratische Partij te opereren en kandidaten via de Democratische lijsten verkozen te krijgen. De organisatie had hierin weinig succes: haar ledenaantal bleef steken op circa 7000. Een omslag kwam in het verkiezingsjaar 2016, toen Bernie Sanders' campagne in de voorverkiezingen het stigma op socialisme voor Amerikanen wist te doorbreken; een deel van zijn voormalige campagneorganisatie sloot zich aan bij de DSA en vormde nieuwe afdelingen. Eind 2019 telde DSA bijna 60.000 leden. In 2020 telde de organisatie 70.000 leden. Eind 2020 sloten verschillende leden van Socialist Alternative zich aan bij DSA om, naast hun activisme bij SA, bij te dragen aan de organisatie die "het best geplaatst [is] om de noodzaak van een nieuwe partij te uit te dragen, kiescampagnes te voeren buiten de Democratische Partij die als voorbeelden kunnen dienen, en haar energie te richten op de uitbouw van massabewegingen." In 2021 veroverde DSA'ers tijdelijk de volledige afdeling Nevada van de Democratische Partij.

## Strategie
De DSA neemt niet als een partij met eigen kandidaten deel aan verkiezingen; de organisatie richt zich op straatpolitiek, campuspolitiek en het ondersteunen van linkse kandidaten die zich binnen andere partijen kandidaatstellen, in casu doorgaans binnen de Democratische Partij. In 2008 sprak de organisatie haar steun uit voor Democratisch presidentskandidaat Barack Obama in de strijd tegen Republikein John McCain. In de aanloop naar de presidentsverkiezingen van 2016 ondersteunde de DSA de socialistische onafhankelijke Bernie Sanders, die opkwam in de Democratische voorverkiezingen. Bij deelstaat- en gemeenteraadsverkiezingen in 2017 werden DSA-leden (op de Democratische kieslijsten) tot diverse gremia verkozen.

## Conventies
De nationale conventie is het hoogste bestuursorgaan van de DSA en komt ongeveer iedere twee jaar samen. Het meest recente congres vond plaats in Chicago in 2025 en werd bijgewoond door 1500 afgevaardigden. Op het congres wordt onder andere het National Political Committee verkozen, dat de organisatie politiek leidt tussen conventies.

## Internationaal
De DSA was vanaf haar oprichting lid van de Socialistische Internationale, maar verliet die in 2017 uit protest tegen de neoliberale koers van andere SI-leden. In plaats daarvan wordt samenwerking gezocht met partijen links van de oude sociaaldemocratie, zoals Podemos en Momentum. DSA is lid van de in 2020 opgerichte internationale Progressive International.

## Bekende leden en verkozenen

### Verkozenen
Dit is een lijst van alle politici die lid zijn of zijn geweest van DSA en die verkozen werden voor een nationaal ambt, een ambt op staatsniveau of als burgemeester van een stad.
| Verkozene                        | Staat         | Ambt                                   | Kiesdistrict              | Ambtstermijn |
| -------------------------------- | ------------- | -------------------------------------- | ------------------------- | ------------ |
| Gabriel Acevero                  | Maryland      | Maryland House of Delegates            | 39e district              | 2019–heden   |
| Konstantine Anthony              | Californië    | burgemeester van Burbank               | 4e district               | 2022–heden   |
| Jade Bahr                        | Montana       | Montana House of Representatives       | 50e district              | 2019–2021    |
| Harlan Baker                     | Maine         | Maine House of Representatives         |                           | 1979–1988    |
| Sam Bell                         | Rhode Island  | Rhode Island Senate                    | 5e district               | 2019–heden   |
| David Bonior                     | Michigan      | Michigan House of Representatives      | 75e district              | 1973–1976    |
| David Bonior                     | Michigan      | Huis van Afgevaardigden                | 12e/10e district          | 1977–2003    |
| Jamaal Bowman                    | New York      | Huis van Afgevaardigden                | 16e district              | 2021–2025    |
| Jabari Brisport                  | New York      | New York State Senate                  | 25e district              | 2021–heden   |
| Ruth Buffalo                     | North Dakota  | North Dakota House of Representatives  | 27e district              | 2019–2022    |
| Perry Bullard                    | Michigan      | Michigan House of Representatives      | 53e district              | 1973–1992    |
| Cori Bush                        | Missouri      | Huis van Afgevaardigden                | 1e district               | 2021–2025    |
| Lee Carter                       | Virginia      | Virginia House of Delegates            | 50e district              | 2018–2022    |
| Greg Casar                       | Texas         | Huis van Afgevaardigden                | 35e district              | 2023–heden   |
| Brian Cina                       | Vermont       | Vermont House of Representatives       | Chittenden-6-4            | 2016–heden   |
| Ryan Clancy                      | Wisconsin     | Wisconsin State Assembly               | 19e district              | 2023–heden   |
| Mike Connolly                    | Massachusetts | Massachusetts House of Representatives | 26e Middlesex-district    | 2017–heden   |
| John Conyers                     | Michigan      | Huis van Afgevaardigden                | 1e/14e/13e district       | 1965–2017    |
| Danny K. Davis (ex-lid)          | Illinois      | Huis van Afgevaardigden                | 7e district               | 1997–heden   |
| Ron Dellums                      | Californië    | Huis van Afgevaardigden                | 7e/8e/9e district         | 1971–1998    |
| Ron Dellums                      | Californië    | burgemeester van Oakland               |                           | 2007–2011    |
| David Dinkins                    | New York      | burgemeester van New York              |                           | 1990–1993    |
| Elisabeth Epps                   | Colorado      | Colorado House of Representatives      | 6e district               | 2023–heden   |
| Omar Fateh                       | Minnesota     | Minnesota Senate                       | 62e district              | 2021–heden   |
| Elizabeth Fiedler                | Pennsylvania  | Pennsylvania House of Representatives  | 184e district             | 2019–heden   |
| Phara Souffrant Forrest          | New York      | New York State Assembly                | 57e district              | 2021–heden   |
| Emily Gallagher                  | New York      | New York State Assembly                | 50e district              | 2021–heden   |
| Tom Gallagher                    | Massachusetts | Massachusetts House of Representatives | 1e Suffolk-district       | 1980–1986    |
| Lorena Garcia                    | Colorado      | Colorado House of Representatives      | 35e district              | 2023–heden   |
| Julie Gonzales                   | Colorado      | Colorado Senate                        | 34e district              | 2019–heden   |
| Kristen Gonzalez                 | New York      | New York State Senate                  | 59e district              | 2023–heden   |
| Jessica González-Rojas           | New York      | New York State Assembly                | 34e district              | 2021–heden   |
| Kyra Hoffner                     | Delaware      | Delaware State Senate                  | 14e district              | 2022–heden   |
| Megan Hunt                       | Nebraska      | Nebraska Legislature                   | 8e district               | 2019–heden   |
| Kaniela Ing                      | Hawaï         | Hawaii House of Representatives        | 11e district              | 2012–2018    |
| Sara Innamorato                  | Pennsylvania  | Pennsylvania House of Representatives  | 21e district              | 2019–heden   |
| Constance N. Johnson             | Oklahoma      | Oklahoma Senate                        | 48e district              | 2005–2014    |
| Junie Joseph                     | Colorado      | Colorado House of Representatives      | 10e district              | 2023–heden   |
| Babette Josephs                  | Pennsylvania  | Pennsylvania House of Representatives  | 182e district             | 1985–2012    |
| khalid kamau                     | Georgia       | burgemeester van South Fulton          | 6e district               | 2022–heden   |
| Mark King                        | New Hampshire | New Hampshire House of Representatives | 33e Hillsborough-district | 2016–2022    |
| Niilo Koponen                    | Alaska        | Alaska House of Representatives        |                           | 1982–1992    |
| Rick Krajewski                   | Pennsylvania  | Pennsylvania House of Representatives  | 188e district             | 2021–heden   |
| Summer Lee (ex-lid, tot 2021)    | Pennsylvania  | Pennsylvania House of Representatives  | 34e district              | 2019–2022    |
| Summer Lee (ex-lid, tot 2021)    | Pennsylvania  | Huis van Afgevaardigden                | 12e district              | 2023–heden   |
| Javier Mabrey                    | Colorado      | Colorado House of Representatives      | 1e district               | 2023–heden   |
| Darrin Madison                   | Wisconsin     | Wisconsin State Assembly               | 10e district              | 2023–heden   |
| Zohran Mamdani                   | New York      | New York State Assembly                | 36e district              | 2021–heden   |
| Eduardo Martinez                 | Californië    | burgemeester van Richmond              | at-large                  | 2023–heden   |
| Patti Minter                     | Kentucky      | Kentucky House of Representatives      | 20e district              | 2019–heden   |
| Marcela Mitaynes                 | New York      | New York State Assembly                | 51e district              | 2021–heden   |
| Zaynab Mohamed                   | Minnesota     | Minnesota Senate                       | 63e district              | 2023–heden   |
| David Morales                    | Rhode Island  | Rhode Island House of Representatives  | 7e district               | 2021–heden   |
| Melanie Morgan                   | Washington    | Washington House of Representatives    | 29e district-plaats 1     | 2019–heden   |
| DeShanna Neal                    | Delaware      | Delaware House of Representatives      | 13e district              | 2022–heden   |
| Gus Newport                      | Californië    | burgemeester van Berkeley              |                           | 1979–1986    |
| Benjamin Nichols                 | New York      | burgemeester van Ithaca                |                           | 1989–1995    |
| Alexandria Ocasio-Cortez         | New York      | Huis van Afgevaardigden                | 14e district              | 2019–heden   |
| Major Owens                      | New York      | New York State Senate                  | 17e district              | 1975–1982    |
| Major Owens                      | New York      | Huis van Afgevaardigden                | 12e/11e district          | 1983–2007    |
| Amy Perruso                      | Hawaï         | Hawaii House of Representatives        | 46e district              | 2019–heden   |
| Sophie Phillips (ex-lid)         | Delaware      | Delaware House of Representatives      | 18e district              | 2022–heden   |
| Isaac Robinson                   | Michigan      | Michigan House of Representatives      | 4e district               | 2019–2020    |
| Julia Salazar                    | New York      | New York State Senate                  | 18e district              | 2019–heden   |
| Enrique Sanchez                  | Rhode Island  | Rhode Island House of Representatives  | 9e district               | 2023–heden   |
| Nikil Saval                      | Pennsylvania  | Pennsylvania State Senate              | 1e district               | 2021–heden   |
| James Scheibel                   | Minnesota     | burgemeester van Saint Paul            |                           | 1990–1994    |
| Sarahana Shrestha                | New York      | New York State Assembly                | 103e district             | 2023–heden   |
| Timothy Smith                    | New Hampshire | New Hampshire House of Representatives | 17e Hillsborough-district | 2012–2022    |
| Vaughn Stewart                   | Maryland      | Maryland House of Delegates            | 19e district              | 2019–heden   |
| Michael Sylvester                | Maine         | Maine House of Representatives         | 39e district              | 2017–heden   |
| Shri Thanedar (ex-lid, tot 2023) | Michigan      | Huis van Afgevaardigden                | 3e district/13e district  | 2023–heden   |
| Rashida Tlaib                    | Michigan      | Huis van Afgevaardigden                | 13e district/12e district | 2019–heden   |
| Rashida Tlaib                    | Michigan      | Michigan House of Representatives      | 12e/6e district           | 2009–2014    |
| Edwin Vargas                     | Connecticut   | Connecticut House of Representatives   | 6e district               | 2013–2023    |
| Rachel Ventura                   | Illinois      | Illinois Senate                        | 43e district              | 2023–heden   |

### Andere leden
- Ed Asner
- Noam Chomsky[7]
- John Cusack
- Barbara Ehrenreich
- James Farmer
- Michael Harrington
- David Bentley Hart
- Tim Heidecker
- Irving Howe
- Dolores Huerta
- Frances Fox Piven
- Kim Stanley Robinson
- Linda Sarsour
- Gloria Steinem
- Bhaskar Sunkara
- Cornel West